# Lagarto-escama-de-peixe
O lagarto-escama-de-peixe (nome científico: Geckolepis megalepis) é uma espécie de lagarto da família Gekkonidae. É nativo de Madagascar e das ilhas Comores. O lagarto possui a habilidade de soltar a pele com um simples toque, distraindo os predadores. A pele se regenera em poucas semanas sem deixar nenhuma cicatriz. Existe relatos da espécie desde o século XIX, mas a dificuldade em capturar indivíduos sem que eles perdessem a pele, fazendo com que a descrição da espécie só pudesse ser feita em 7 de fevereiro de 2017, os capturando sem os tocar.